# Redwashing

Roșul a fost istoric asociat cu diverse curente politice de stânga.

Redwashing (din engleză „red”, roșu, și „whitewash”, a vărui sau a acoperi) este o formă de propagandă în care se folosesc discursuri de stânga în mod înșelător pentru a promova percepția că o organizație, companie sau persoană este angajată în egalitate socială.
Aceasta este o practică obișnuită în rândul partidelor politice de dreapta, de centru sau liberale în timpul evenimentelor publice, în special în perioadele electorale. În discursurile lor, ei susțin sprijinul pentru egalitate, cum ar fi controlul pieței, combaterea sărăciei sau dreptul la șanse egale pentru toți cetățenii. Cu toate acestea, odată ajunși la guvernare, promovează în mod opus o mai mare inegalitate socială.
Uneori, termenul redwashing este folosit și pentru a denumi practica de discreditare a unei anumite organizații sau partide politice care susțin cu adevărat egalitatea socială. În aceste cazuri, se urmărește să se submineze argumentele acestor colective, prezentându-le ca extremiste sau depășite, cu scopul de a da impresia că reprezintă o ideologie de stânga periculoasă pentru societate în ansamblu, în opoziție cu o altă ideologie care este prezentată ca mai rezonabilă.